# Adamantinia miltonioides
Die Orchidee Adamantinia miltonioides ist die einzige Art in der Gattung Adamantinia. Sie wurde erst 2004 beschrieben. Die kleinen Pflanzen wachsen epiphytisch und sind im brasilianischen Bundesstaat Bahia beheimatet.

## Beschreibung
Adamantinia miltonioides bildet an einem kriechenden Rhizom in kurzem Abstand Sprossen. Diese sind zu ovalen Pseudobulben verdickt. Sie bestehen aus einem Internodien und werden vier bis fünf Zentimeter hoch. An der Spitze der Pseudobulben sitzt ein einzelnes, selten noch ein zweites, kleineres Blatt. Die derben Blätter sind länglich-oval, etwa sechs bis acht Zentimeter lang bei zwei bis drei Zentimeter Breite, am Ende zugespitzt, an der Basis mit einem Trenngewebe zur Pseudobulbe.
Der traubige, etwa 30 Zentimeter lange Blütenstand erscheint ohne Blütenscheide an der Spitze der Sprosse. Er trägt bis zu acht resupinierte Blüte. Die Blüten erreichen einen Durchmesser von etwa sechs Zentimeter und sind rosa gefärbt. Die Sepalen sind lanzettlich, die Petalen wesentlich breiter. Die Lippe ist dreilappig, wobei die Seitenlappen nur sehr klein an der Basis der Lippe sichtbar sind. Die Lippe ist am Grund mit der Säule verwachsen, der freie Teil der Lippe steht annähernd senkrecht zur Säule und ist ausgebreitet. Vom Grund der Lippe bis zur Mitte ist ein hellgelber Fleck zu sehen. Die etwa einen halben Zentimeter lange Säule ist geflügelt. Das Staubblatt enthält acht Pollinien, die Narbe ist zweilappig.

## Verbreitung
Adamantinia miltonioides wurde im brasilianischen Bundesstaat Bahia gefunden, in der Chapada Diamantina. Die Pflanzen, die der Erstbeschreibung zugrunde liegen, wuchsen auf etwa 900 Meter Höhe in voller Sonne, weitere Fundorte befinden sich allerdings höher. Die Art wächst dort als Epiphyt.

## Systematik und Taxonomie
Innerhalb der Unterfamilie Epidendroideae wird die Gattung Adamantinia in die Tribus Epidendreae und dort in die Subtribus Laeliinae eingeordnet. Als nächste Verwandte kommen einer genetischen Untersuchung zufolge die Gattungen Leptotes und Isabelia in Frage. Morphologisch steht sie eher der aus Mexiko bekannten Gattung Hagsatera nahe.
Der Name der Gattung ist eine latinisierte Form von „Diamantina“, denn die Gegend, in der sie zuerst gefunden wurde, wird „Chapada Diamantina“ genannt. Der Artname nimmt Bezug auf die Ähnlichkeit des Blütenaspekts zur Gattung Miltonia.

## Belege
- Cássio van den Berg, César Neubert Gonçalves: Adamantinia, a new showy genus of Laeliinae from Eastern Brazil. In: Orchid Digest 68 (4) 2004, 230–232. (PDF)